# Тоёяма
Тоёяма (яп. 豊山町 Тоёяма-тё:) — посёлок в Японии, находящийся в уезде Нисикасугаи префектуры Айти. Площадь посёлка составляет 6,19 км², население — 15 079 человек (1 июня 2014), плотность населения — 2436,03 чел./км².

## Географическое положение
Посёлок расположен на острове Хонсю в префектуре Айти региона Тюбу. С ним граничат города Нагоя, Касугаи, Комаки, Китанагоя.

## Население
Население посёлка составляет 15 079 человек (1 июня 2014), а плотность — 2436,03 чел./км². Изменение численности населения с 1980 по 2005 годы:
| 1980 | 13 693 чел. |  |
| 1985 | 13 791 чел. |  |
| 1990 | 13 213 чел. |  |
| 1995 | 13 513 чел. |  |
| 2000 | 13 001 чел. |  |
| 2005 | 13 565 чел. |  |

## Символика
Деревом посёлка считается кастанопсис, цветком — камелия сасанква.